# Kikai-shima
Pour les articles homonymes, voir Kikai.
Kikai-shima ou Kikai-jima (喜界島) est une île située dans la préfecture de Kagoshima, au Japon.
On y parle le kikaï qui fait partie des langues ryūkyū.

## Géographie

### Situation
Kikai-shima est une île du Sud de la préfecture de Kagoshima (sud-ouest du Japon). Située au nord de l'archipel Okinawa et près d'Amami Ō-shima, elle fait partie de l'archipel Satsunan et des îles Amami. D'une circonférence de 48,6 km, elle abrite le bourg de Kikai.

### Démographie
Lors du recensement national de 2015, Kikai-shima comptait 7 212 habitants, répartis sur une superficie de 56,82 km2.

### Topographie
Sur Kikai-shima, l'altitude ne dépasse pas 224 m.

## Histoire
- 1446 : Kikai-shima est intégrée au royaume de Ryūkyū[3].
- 1609 : passage de l'île sous domination du domaine de Satsuma[3].
- 1871 : après l'abolition du système han, l'île devient une partie de la préfecture de Kagoshima.
- 1908 : fondation du village de Kikai[l 1].
- 1919 : le village de Kikai est divisé en deux : Kikai et Sōmachi[l 2].
- 1941 : Kikai acquiert le statut officiel de bourg[3].
- 1946 : à la fin de la Seconde Guerre mondiale, les îles Amami sont occupées par l'armée américaine[3].
- 1953 : l'île repasse sous souveraineté japonaise[3].
- 1956 : le bourg de Kikai absorbe le village voisin de Sōmachi[3].

## Économie
L'île de Kikai dispose de terres arables permettant le développement d'une agriculture produisant du riz, des bananes et, surtout, de la canne à sucre,.

## Transports
L'aéroport de Kikai est ouvert depuis 1968. Le transport est aussi assuré par des dessertes maritimes.

## Défense
La force maritime d'autodéfense japonaise gère, sur l'île de Kikai, une station d'écoute de renseignement d'origine électromagnétique depuis 2006, utilisée notamment par le service de renseignement japonais Jōhōhonbu lors du combat d'Amami-Ōshima en 2001.